# HP (canção)
"HP" é uma música do cantor colombiano Maluma, lançada como single de seu quarto álbum de estúdio, 11:11. A música foi lançada como primeiro single do álbum em 28 de fevereiro de 2019. A música marcou o 13º número um de Maluma na parada da Billboard Latin Airplay.

## Desempenho comercial
Na semana de 8 de junho de 2019, "HP" se tornou o 13º número um de Maluma na parada da Billboard Latin Airplay. Isso marcou o segundo número um de Maluma em 2019, após sua colaboração com Karol G, "Créeme", que liderou o gráfico por uma semana. "HP" também marcou o 12º número um de Maluma na parada do Latin Rhythm. Ele também liderou as paradas nacionais no Equador, Paraguai e Venezuela e alcançou o top 10 em vários outros territórios.

## Vídeo musical
O videoclipe foi lançado ao lado da música em 28 de fevereiro de 2019. Foi dirigido por Nuno Gomes e filmado em Miami, Flórida. No vídeo, Maluma faz uma festa com amigos para celebrar o protagonista como uma mulher solteira. O vídeo tem mais de 580 milhões de visualizações até outubro de 2019.

## Apresentações ao vivo
Maluma cantou "HP" no The Tonight Show Starring Jimmy Fallon, em 14 de maio de 2019.

## Desempenho nas paradas musicais

### Gráficos semanais
| Tabela musical (2019)                      | Maior posição |
| ------------------------------------------ | ------------- |
| Argentina (Argentina Hot 100)              | 6             |
| Bolívia (Monitor Latino)                   | 9             |
| Chile (Monitor Latino)                     | 6             |
| Colômbia (Monitor Latino)                  | 2             |
| Colômbia (National-Report)                 | 2             |
| Costa Rica (Monitor Latino)                | 6             |
| Equador (Monitor Latino)                   | 2             |
| Equador (National-Report)                  | 1             |
| Espanha (PROMUSICAE)                       | 4             |
| Estados Unidos (Billboard Hot 100)         | 96            |
| Estados Unidos (Billboard Hot Latin Songs) | 8             |
| Guatemala (Monitor Latino)                 | 13            |
| Honduras (Monitor Latino)                  | 4             |
| Itália (FIMI)                              | 26            |
| México (Billboard Airplay)                 | 1             |
| México (Monitor Latino)                    | 1             |
| Panamá (Monitor Latino)                    | 11            |
| Paraguai (Monitor Latino)                  | 1             |
| Peru (Monitor Latino)                      | 8             |
| Porto Rico (Monitor Latino)                | 7             |
| República Dominicana (Monitor Latino)      | 7             |
| Suíça (Schweizer Hitparade)                | 48            |
| Venezuela (Monitor Latino)                 | 1             |

## Vendas e certificações
| Região                                                        | Certificação | Vendas   |
| ------------------------------------------------------------- | ------------ | -------- |
| Estados Unidos (RIAA)                                         | 11× Platina  | 660,000‡ |
| ‡vendas+valores de streaming baseados somente na certificação |              |          |